# Ronan Leaustic
Ronan Leaustic (* 1. Juni 1968 in Brest) ist ein ehemaliger französischer Fußballschiedsrichter. Während des OFC-Nationen-Pokals 2000 leitete Leaustic ein Vorrundenspiel sowie das Spiel um Platz drei. Außerdem leitete er während der Qualifikation zur Weltmeisterschaft 2002 das Fußballländerspiel zwischen Australien und Amerikanisch-Samoa (31:0) sowie zwei weitere Partien.